# Marcelino Bolivar
Marcelino Bolivar est un boxeur vénézuélien né le 14 juillet 1964 à Ciudad Bolivar.

## Carrière
Il a participé à deux reprises aux Jeux olympiques (1984 et 1988) dans la catégorie des poids mi-mouches. Lors des Jeux olympiques d'été de 1984, il a remporté la médaille de bronze. 